# Quddus Fielea
Quddus Vusika Fielea (Nukualofa, 1 de julio de 1967) es un exjugador y exentrenador tongano de rugby que se desempeñaba como wing.

## Selección nacional
Fue convocado a las Ikale Tahi por primera vez en mayo de 1987 para enfrentar a los Canucks y disputó su último partido en junio de 1991 ante los Flying Fijians. En total jugó doce partidos y marcó dos tries (ocho puntos por aquel entonces).

### Participaciones en Copas del Mundo
Solo disputó una Copa del Mundo: Nueva Zelanda 1987 donde las Ikale Tahi fueron eliminados en fase de grupos, luego de ser derrotadas por los Canucks 37 a 4, por los Dragones rojos 29 a 16 (Fielea consiguió marcarles un try) y por Irlanda 32 a 9.
| Mundial                       | Sede          | Resultado    | PJ | Tries |
| ----------------------------- | ------------- | ------------ | -- | ----- |
| Copa Mundial de Rugby de 1987 | Nueva Zelanda | Primera fase | 3  | 1     |

## Entrenador
Además de ser elegido entrenador de su seleccionado en 2007, fue seleccionado entrenador de las Pacific Islanders para dirigir al combinado internacional en su gira de Europa 2008.
| Mundial                       | Sede    | Resultado    | PJ  | PG |
| ----------------------------- | ------- | ------------ | --- | -- |
| Copa Mundial de Rugby de 2007 | Francia | Primera fase | 4/7 | 2  |